# Emra Tahirović
Emra Tahirović (Sarajevo, Bosnia Herzegonina, 31 de julio de 1987) es un futbolista bosnio, naturalizado sueco. Juega de delantero y su primer equipo fue Halmstads BK.
El 12 de agosto de 2010, el jugador nacionalizado sueco se comprometió con el Club Deportivo Castellón, por una temporada en calidad de cedido por el FC Zürich. Aunque la sociedad albinegra se reserva una opción de compra, Emra decide abandonar el Club Deportivo Castellón por problemas de cobro.

## Selección nacional
Ha sido internacional con la Selección de fútbol de Suecia Sub-21, ha jugado 2 partidos internacionales.

## Clubes
| Club                     | País    | Año       |
| ------------------------ | ------- | --------- |
| Halmstads BK             | Suecia  | 2006-2007 |
| Lille OSC                | Francia | 2007-2008 |
| FC Zürich                | Suiza   | 2008-2009 |
| Örebro SK                | Suecia  | 2009-2010 |
| Club Deportivo Castellón | España  | 2010      |
| Örebro SK                | Suecia  | 2011      |

- Datos: Q1339516